# João Durval Carneiro
João Durval Carneiro är en flygplats i Brasilien.   Den ligger i kommunen Feira de Santana och delstaten Bahia, i den östra delen av landet, 1 000 km öster om huvudstaden Brasília. João Durval Carneiro ligger 240 meter över havet.
Terrängen runt João Durval Carneiro är platt. Runt João Durval Carneiro är det ganska tätbefolkat, med 116 invånare per kvadratkilometer.. Närmaste större samhälle är Feira de Santana, 2,1 km sydväst om João Durval Carneiro.
Omgivningarna runt João Durval Carneiro är huvudsakligen savann.